# 夕食ニャンニャン
『夕食ニャンニャン』（ゆうしょくニャンニャン）は、一部フジテレビ系列局で放送されていたフジテレビ制作のバラエティ番組である。制作局のフジテレビでは1986年5月2日から同年9月19日まで、毎週金曜 19:00 - 19:30 （日本標準時）に放送。

## 概要
- 月曜 - 金曜の夕方に放送されていた『夕やけニャンニャン』の姉妹番組で、おニャン子クラブの男性版として同番組でスカウトされた男性5人によるアイドルグループ・息っ子クラブの宣伝を兼ねて放送。ローカルセールス枠ながらも、この番組でゴールデンタイムへの進出を果たした。
- 司会は吉田照美、おニャン子クラブを卒業したばかりの河合その子、ABブラザーズ、国生さゆりが務めていた。
- 番組は毎回生放送でフジテレビ河田町本社第1スタジオが使用された[1]。

## 主な出演者
- おニャン子クラブ：福永恵規、国生さゆり、内海和子、樹原亜紀、名越美香、立見里歌、高井麻巳子、白石麻子、渡辺美奈代
- 息っ子クラブ：沢向要士、並木秀介、岩城憲、雫廣充、佐藤吉紀、篠崎裕利、清水光
- 河合その子、浜田光夫（ドラマ内での出演）

## スタッフ
- 編成：土屋登喜蔵
- 構成：遠藤察男、沢口義明、長谷川勝士、三木聡
- 企画協力：秋元康

制作
- プロデューサー：石田弘
- ディレクター：木村忠寛、小西康弘／笠井一二
- アシスタントディレクター：水口昌彦、野田俊彦、岡崎洋三、伊澤俊幸
- TK：横田幸子、藤巻理恵

技術
- TD/SW：高橋友男
- カメラ：金涌博行、樋口一雄、他
- VE：井上武典、大西幸二、他
- AUD：松永英一、八木成雄、他
- 照明：植松良友、四分一浩、斉藤浩一、渕野弘司、橋本圭介、渋谷昇、他
- 音響効果：張替正美、川端智之、他
- 技術協力：ニユーテレス

美術
- 美術制作：堀切清
- 美術デザイナー：馬場文衛、水上啓光

## ネット局
- フジテレビ（制作局）
- 仙台放送
- テレビ静岡
- 東海テレビ
- 関西テレビ - 本来の時間帯で『阪急ドラマシリーズ』を放送する関係上、同時ネットでなく遅れネットで不定期に放送。
- サガテレビ